# Эпписхаузен
Эпписхаузен (нем. Eppishausen) — община в Германии, в земле Бавария. 
Подчиняется административному округу Швабия. Входит в состав района Нижний Алльгой. Подчиняется управлению Кирхгайм ин Швабен.  Население составляет 1759 человек (на 31 декабря 2010 года). Занимает площадь 39,50 км².